# Deuteroxorides brumhus
Deuteroxorides brumhus är en stekelart som beskrevs av Gupta 1980. Deuteroxorides brumhus ingår i släktet Deuteroxorides och familjen brokparasitsteklar. Inga underarter finns listade i Catalogue of Life.